# Alain Pons
Alain Anthony Pons (Gibilterra, 16 settembre 1995) è un calciatore gibilterriano, centrocampista del St Joseph's e della Nazionale.

## Carriera

### Club
Dopo aver iniziato la carriera nelle serie minori spagnole con il Taraguilla, ha giocato nel campionato gibilterriano con il Lincoln.

### Nazionale
Dopo aver disputato 4 incontri non ufficiali agli Island Games 2015, ha esordito con la Nazionale maggiore di Gibilterra il 31 agosto 2017 nella partita valida per le qualificazioni ai Mondiali 2018 persa per 9-0 in casa del Belgio.